# Gymnoscelis austerula
Gymnoscelis austerula är en fjärilsart som beskrevs av Louis Beethoven Prout 1937. Gymnoscelis austerula ingår i släktet Gymnoscelis och familjen mätare. Inga underarter finns listade i Catalogue of Life.